# Ideal X
Die Ideal X war eines der weltweit ersten Containerschiffe und läutete als vollkommen neuartiger Schiffstyp das Zeitalter des intermodalen Transports ein.

## Geschichte
Nachdem der Transportunternehmer Malcom McLean im Jahr 1955 einen 75-prozentigen Anteil seiner Spedition für 6 Millionen US-Dollar verkauft hatte, investierte er dieses Geld in den Erwerb der Reederei Pan-Atlantic, die er später in SeaLand Industries umbenannte. 1955/56 ließ McLean die ersten vier Schiffe zu Containerschiffen umbauen, die Sea-Land T2-Klasse, zu der auch die Ideal X zählte.
Der T2-SE-A1-Tanker Potrero Hills wurde 1944/45 auf der Werft Marinship Corp. in Sausalito, Vereinigte Staaten, als Baunummer 68 im Auftrag der War Shipping Administration in San Francisco gebaut.
Das Schiff wurde 1948 in Captain John D.P. und 1951 wieder in Potrero Hills umbenannt, bevor McLean es 1955 erwarb und nach einem Umbau zum Containerschiff Ideal X taufte. Es sollte im Linienverkehr zwischen den Ostküstenhäfen der Vereinigten Staaten betrieben werden. Die Jungfernfahrt als Containerschiff fand am 26. April 1956 auf der Route von Newark (New Jersey) nach Houston (im Landesinneren von Texas, durch 80 km langen Kanal mit dem Golf v. Mexiko verbunden) statt und wurde sowohl von Ladungsbeteiligten als auch von Gewerkschaften und Regierungsvertretern genau beobachtet. Nach dem Anlegen in Houston wurden die Container auf Trailer verladen, peinlich genau inspiziert und von Nicht-McLean-LKW abtransportiert. Nachdem die Ladung sicher und trocken ihr Ziel erreicht hatte, war die erste Hürde genommen. Trotzdem musste McLean weitere Überzeugungsarbeit leisten, was insbesondere mit günstigeren Frachtraten und besseren Frachtversicherungstarifen gelang.
Im Jahre 1959 wurde das Schiff an einen bulgarischen Eigner veräußert und in Elemir umbenannt. Am 8. Februar 1964 erlitt es so schwerwiegende Schäden durch Seeschlag, dass es zum Abbruch verkauft wurde. Dieser begann am 20. Oktober 1964 in Hirao, Japan.

## Containeranordnung
Die Ideal X wurde von der Baltimorer Sparrows-Point-Werft des Bethlehem-Steel-Konzern durch sogenannte Spardecks für den Transport von Containern umgerüstet. Es war eine Konstruktion, wie sie auch während des Krieges verwandt wurde, um sperrige Ladungen wie beispielsweise vormontierte Flugzeuge über den Atlantik zu transportieren. Dies war zwar aus heutiger Sicht eine ineffektive Bauart, da jeder Container weiterhin einzeln an Deck gelascht werden musste, reichte aber zum Zeitpunkt des Umbaus aus, um die generelle Umsetzbarkeit des intermodalen Transports als solchem zu beweisen und damit insbesondere die Befrachter und Ablader zu überzeugen.